# 예수의 세례

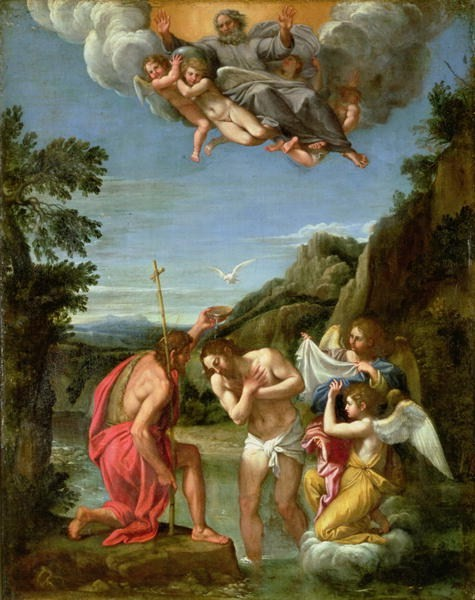

예수의 침례는 예수 그리스도의 공생활 초기에 있던 사건이다. 이 사건은 기독교의 신약성경 중 공관복음서로 분류되는 마태오 복음서, 마르코 복음서, 루가 복음서에 기록되어 있다. 요한 복음서 1장 29~33절에는 직접적인 설명은 없으나 예수의 세례에 관련한 증명이 존재한다.

## 같이 보기
- 주의 세례주일